# جاك هودج
جاك هودج (بالإنجليزية: Jack Hodge)‏ (1906 ببليموث في المملكة المتحدة - 1996 ببليموث في المملكة المتحدة) هو لاعب كرة قدم بريطاني (وحمل سابقاً جنسية المملكة المتحدة لبريطانيا العظمى وأيرلندا) في مركز الهجوم. لعب مع كولتشستر يونايتد ونادي بريستول سيتي ونادي بليموث أرجايل ونادي توركي يونايتد ونادي لوتون تاون ونادي هيرفورد وTruro City F.C. ‏ وA.F.C. St Austell ‏ وPlymouth United F.C. ‏.

## وصلات خارجية
- جاك هودج على موقع قاعدة بيانات كرة القدم.إي يو (الإنجليزية)